# Hæderstegnet for god tjeneste i redningsberedskabet
Hæderstegnet for god tjeneste i redningsberedskabet (Tidligere: Hæderstegnet for god tjeneste i civilforsvaret) er et officielt dansk hæderstegn indstiftet den 25. april 1963 af kong Frederik 9.
Hæderstegnet tildeles enhver, som har forrettet god tjeneste ved redningsberedskabet i 25 år. Efter 40 års god tjeneste tilføjes et sølvegeløv. Efter 50 år udskiftes egeløvet til guld. 
Derudover kan tegnet tildeles personer, der har ydet en særlig indsats for redningsberedskabet. Tegnet kan tildeles alle personelgrupper i redningsberedskabet, frivillige, personel af reserven Arkiveret 21. februar 2017 hos  Wayback Machine, ansatte samt samarbejdspartnere uden for beredskabet herunder udenlandske statsborgere. 
Hvis en person har modtaget enten Hæderstegn for god tjeneste ved Københavns Brandvæsen, Jubilæumstegnet for god tjeneste i Frederiksberg Brandkorps eller Hæderstegnet for god tjeneste i brandvæsenet, kan ikke modtage Hæderstegnet for god tjeneste ved redningsberedskabet. 
Hvis en person som tidligere er tildelt hæderstegnet gør sig skyldig i forhold der ellers ville gøre tildeling af hæderstegnet udelukket kan Beredskabsstyrelsen kræve at få tegnet tilbageleveret.
Tildeling af hæderstegnet foregår hvert år i maj måned af direktøren for Beredskabsstyrelsen.
Hæderstegnet er rundt og præget i sølv. På aversen findes Kong Frederik 9.'s kronede initial og på reversen er graveret ordet "fortjent" under civilforsvarets våben. 